# Батік кейк
Батік кейк інша назва торт батик (англ. Batik cake; малай. Kek batik) — традиційне тістечко малайзійської та брунейської кухонь. Рецепт десерту потрапив до Малайзії та Брунею з Великої Британії, так як ці країни були колись її колоніями.

## Приготування та вживання

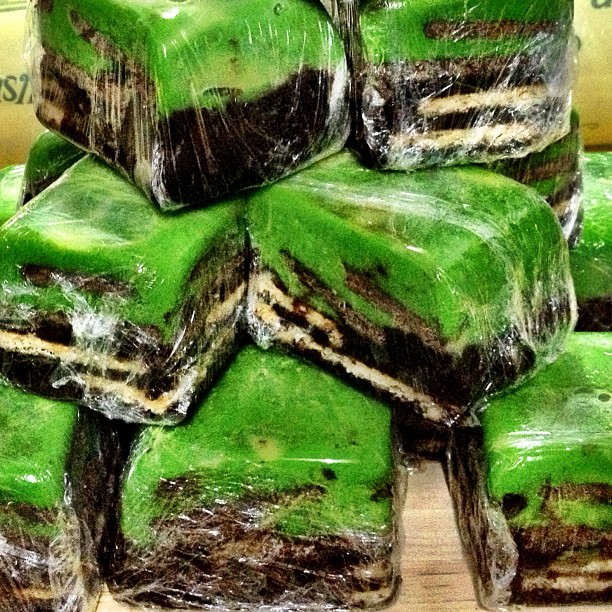
Брунейський вид тістечка батік кейк

Готують батік кейк з розбитого печива Марія, порошка Міло (продається в Малайзії та Брунеї) та шоколадного порошка, яйця, вершкового масла або маргарину та згущеного молока. Цей десерт готують, не випікаючи, а просто змішуючи всі інгредієнти. В Брунеї зверху тістечка покривають зеленим харчовим барвником. Вживають батік кейк переважно на свята.